# Copa dos Campeões de Voleibol Feminino de 2009
A Copa dos Campeões de Voleibol Feminino de 2009 foi a quinta edição deste evento, sob chancela da Federação Internacional de Voleibol (FIVB).
Disputada a cada quatro anos, sempre no ano posterior aos Jogos Olímpicos e com sede no Japão, em 2009 foi realizada entre os dias 10 e 15 de novembro nas cidades de Tóquio e Fukuoka. Em seguida foi disputado o torneio masculino.
A Itália conquistou o seu primeiro título desta competição, após ter vencido todas as partidas disputadas.

## Formato
A competição foi disputada por seis seleções no sistema de pontos corridos, onde todos se enfrentaram em grupo único. A equipe que somou mais pontos ao final das cinco rodadas foi declarada campeã. Em caso de empate na pontuação, o critério de points average determinaria a colocação final.

## Equipes participantes
Seis equipes disputaram a Copa dos Campeões. O Japão por ser o país-sede possuiu vaga assegurada. Quatro vagas foram destinadas aos campeões continentais da Ásia, América do Norte e Central, América do Sul e Europa, e uma derradeira vaga foi destinada a uma equipe convidada.
A Tailândia obteve classificação ao conquistar o Campeonato Asiático em 13 de setembro. Na NORCECA o título ficou com a República Dominicana em decisão realizada a 27 de setembro.. Em 4 de outubro as duas últimas vagas foram definidas com os títulos do Brasil, no Campeonato Sul-Americano, e da Itália, no Campeonato Europeu.
Em 6 de outubro a FIVB anunciou que a vaga como convidado foi outorgada a equipe da Coreia do Sul.
| Classificação                    | Data                        | Sede       | Vagas | Classificados        |
| -------------------------------- | --------------------------- | ---------- | ----- | -------------------- |
| País-sede                        | -                           | -          | 1     | Japão                |
| Campeonato Asiático de 2009      | 5–13 de setembro            | Vietnã     | 1     | Tailândia            |
| Campeonato da NORCECA de 2009    | 22–27 de setembro           | Porto Rico | 1     | República Dominicana |
| Campeonato Europeu de 2009       | 25 de setembro–4 de outubro | Polónia    | 1     | Itália               |
| Campeonato Sul-Americano de 2009 | 30 de setembro–4 de outubro | Brasil     | 1     | Brasil               |
| Convite                          | -                           | -          | 1     | Coreia do Sul        |
| TOTAL                            | TOTAL                       | TOTAL      | 6     |                      |

## Classificação
|     |                      |     | Jogos | Jogos | Jogos | Pontos | Pontos | Pontos | Sets | Sets | Sets  |
| Pos | Equipe               | Pts | T     | V     | D     | V      | P      | R      | V    | P    | R     |
| --- | -------------------- | --- | ----- | ----- | ----- | ------ | ------ | ------ | ---- | ---- | ----- |
| 1   | Itália               | 10  | 5     | 5     | 0     | 449    | 393    | 1.142  | 15   | 3    | 5,000 |
| 2   | Brasil               | 9   | 5     | 4     | 1     | 392    | 340    | 1.153  | 12   | 4    | 3,000 |
| 3   | República Dominicana | 8   | 5     | 3     | 2     | 379    | 381    | 0.995  | 9    | 8    | 1.125 |
| 4   | Japão                | 7   | 5     | 2     | 3     | 443    | 431    | 1.028  | 9    | 10   | 0.900 |
| 5   | Coreia do Sul        | 6   | 5     | 1     | 4     | 392    | 466    | 0.841  | 6    | 14   | 0.429 |
| 6   | Tailândia            | 5   | 5     | 0     | 5     | 370    | 414    | 0.894  | 3    | 15   | 0.200 |

## Resultados
| Data   | Equipe #1            | Placar | Equipe #2            | 1º Set | 2º Set | 3º Set | 4º Set | 5º Set | Total   | Cidade  | Público |
| ------ | -------------------- | ------ | -------------------- | ------ | ------ | ------ | ------ | ------ | ------- | ------- | ------- |
| 10 nov | Tailândia            | 0–3    | Itália               | 25:27  | 22:25  | 22:25  |        |        | 69:77   | Tóquio  | 1.550   |
| 10 nov | República Dominicana | 0–3    | Brasil               | 23:25  | 16:25  | 17:25  |        |        | 56:75   | Tóquio  | 2.700   |
| 10 nov | Japão                | 3–1    | Coreia do Sul        | 22:25  | 27:25  | 25:16  | 25:10  |        | 99:76   | Tóquio  | 10.110  |
| 11 nov | Tailândia            | 1–3    | República Dominicana | 25:14  | 20:25  | 21:25  | 26:28  |        | 92:92   | Tóquio  | 1.600   |
| 11 nov | Itália               | 3–2    | Coreia do Sul        | 24:26  | 24:26  | 28:26  | 25:19  | 15:9   | 116:106 | Tóquio  | 5.000   |
| 11 nov | Brasil               | 3–1    | Japão                | 24:26  | 25:21  | 25:23  | 25:21  |        | 99:91   | Tóquio  | 9.400   |
| 12 nov | Coreia do Sul        | 0–3    | Brasil               | 26:28  | 17:25  | 15:25  |        |        | 58:78   | Tóquio  | 2.700   |
| 12 nov | República Dominicana | 0–3    | Itália               | 19:25  | 18:25  | 20:25  |        |        | 57:75   | Tóquio  | 3.600   |
| 12 nov | Japão                | 3–0    | Tailândia            | 25:21  | 25:18  | 25:12  |        |        | 75:51   | Tóquio  | 8.000   |
| 14 nov | Tailândia            | 2–3    | Coreia do Sul        | 18:25  | 19:25  | 25:16  | 25:14  | 11:15  | 98:95   | Fukuoka | 3.300   |
| 14 nov | Itália               | 3–0    | Brasil               | 25:21  | 25:23  | 25:21  |        |        | 75:65   | Fukuoka | 5.340   |
| 14 nov | República Dominicana | 3–1    | Japão                | 24:26  | 25:22  | 25:16  | 25:18  |        | 99:82   | Fukuoka | 8.000   |
| 15 nov | Brasil               | 3–0    | Tailândia            | 25:22  | 25:20  | 25:18  |        |        | 75:60   | Fukuoka | 3.450   |
| 15 nov | Coreia do Sul        | 0–3    | República Dominicana | 17:25  | 18:25  | 22:25  |        |        | 57:75   | Fukuoka | 4.720   |
| 15 nov | Japão                | 1–3    | Itália               | 30:32  | 22:25  | 26:24  | 18:25  |        | 96:106  | Fukuoka | 8.010   |